# SAF Aerogroup
 (avril 2024).
Si vous disposez d'ouvrages ou d'articles de référence ou si vous connaissez des sites web de qualité traitant du thème abordé ici, merci de compléter l'article en donnant les références utiles à sa vérifiabilité et en les liant à la section « Notes et références ».
SAF Aerogroup est une entreprise française spécialisée dans les services aériens utilisant des hélicoptères dans les  opérations telles que l'évacuation médicale (Samu) et de secours en montagne, la lutte contre les incendies, le levage et l'héliportage, la maintenance et la formation. Son siège est à Notre-Dame-des-Milllières en Savoie. Elle emploie 610 personnes en 2023.

## Historique

### Fondation et développement initial
SAF, initialement connu sous le nom de Service Aérien Français, a été créé en 1979 par Roland Fraissinet. L'entreprise s'est rapidement distinguée dans le domaine des opérations de secours. La fusion en 2006 avec Hélicap, un spécialiste du vol sanitaire depuis 1970, a marqué une étape importante dans l'expansion de l'entreprise.

### Expansion et diversification
Au fil des années, SAF a étendu ses activités au-delà des opérations de secours. En 1990, SAF a établi un atelier de maintenance pour soutenir ses opérations internes et celles de clients externes. En 2012, X-Aero Training Academy a été créé à Tournon, doté de deux simulateurs de vol, pour former les pilotes aux opérations complexes en hélicoptère.
En 2014, SAF International a été lancée en Suisse pour prendre en charge l’exploitation d'un Super Puma.

### Consolidation et acquisitions
En 2016, SAF a acquis Hélilagon, un exploitant à La Réunion. En avril 2019, le groupe a racheté Azur Hélicoptère,, un leader dans le transport de passagers et la formation de pilotes; société finalement revendue en 2022. En 2021, SAF a fait l'acquisition de Starlite Aviation,, société basée en Afrique du sud, experte en évacuation sanitaire et en sauvetage.

## Activité
Avec une présence en Europe, dans l'océan indien et sur le continent Africain, SAF Aerogroup fournit des services de transfert sanitaire héliporté, également connues sous le nom Médivac ou Hélismur,, opérations médicales d’urgence qui impliquent l’utilisation d’un hélicoptère pour transporter des patients en situation critique vers des centres médicaux spécialisés.
L'entreprise intervient également, en vertu de la loi n° 85-30 du 9 janvier 1985, dite « loi Montagne», pour assurer le secours aérien médical à la demande des collectivités locales concernées. Les équipes interviennent en complément des services de sécurité des pistes, afin de traiter et d’évacuer les victimes des accidents de ski les plus graves vers l’établissement médical le plus approprié,. L'entreprise intervient également à la demande des services de sécurité des pistes afin de procéder à la mise en place de Plans d’Intervention et de Déclenchement des Avalanches (PIDA).
L'entreprise réalise des travaux d'héliportage et de lutte contre les feux de forêt en lien avec les Services départementaux d'incendie et de secours.
Le groupe fournit également des services de maintenance aux aéronefs ,de formation au pilotage et de formation de technicien aéronautique avec qualification de type.

## Flotte
La flotte est composée de 92 appareils dont : (Mars 2024)
- 7 AS332 Super Puma[13]
- 33 Eurocopter EC135 et Airbus H145[14]
- 19 AS350 Ecureuil
- 3 Eurocopter EC130
- 3 Robinson 66
- 8 Robinson 22 et Robinson 44
- 2 Leonardo A109S Trekker

## Pour appronfondir